# Алексеев, Валерий Иванович
Валерий Иванович Алексеев (род. 1948, Усолье-Сибирское, Иркутская область) — советский театральный актёр и режиссёр, педагог. Артист Омского театра драмы, народный артист Российской Федерации (1997).

## Биография
В 1967 году окончил актёрское отделение Иркутского театрального училища, в 1967 — 1973 годах работал в Иркутском театре драмы имени Н. П. Охлопкова.
С 2014 года — актёр Омского театра драмы.

## Творчество
Иркутский театр драмы имени Н. П. Охлопкова (1967—1973)
- 1969 — «Старший сын» А. В. Вампилова — Бусыгин
- Иванушка («Василиса Прекрасная» О. Нечаева, Г. Владычина)

Омский театр драмы
- Лот («Царствие земное» Т. Уильямса),
- Курносый («Энергичные люди» В. Шукшина),
- Алеша («Муж и жена снимут комнату» М. Рощина)
- Коняев («Восточная трибуна» А. Галин),
- Регистратор («Биография» Макс Фриш),
- Илья («Московские кухни» Ю. Кима),
- Спирид («Панночка» Н. Садур),
- Кортес («Церемонии зари» К. Фуэнтеса),
- Полковник («Полковнику никто не пишет» Г. Маркеса),
- Басов («Дачники» М. Горького),
- Войницкий («Дядя Ваня» А. П. Чехова),
- Брандо («Натуральное хозяйство в Шамбале» А. Шипенко),
- Судья («Балкон» Ж. Жене),
- Дзанетто («Венецианские близнецы» К. Гольдони),
- Тонино («Венецианские близнецы» К. Гольдони),
- Соленый («Три сестры» А. П. Чехова),
- Лыняев («Волки и овцы» А. Н. Островского),
- А. П. Чехов («Танго беллетриста» Н. Скороход),
- Феличе («Голодранцы-аристократы» Э. Скарпетта),
- Филиппо Строцци («Лоренцаччо» А. де Мюссе),
- Дженнаро де Сиа («Человек и джентльмен» Э. де Филиппо),
- Ноздрев («Брат Чичиков» Н. Садур),
- Автолик и Антигон(«Зимняя сказка» У. Шекспира),
- Джингль («Пиквикский клуб» по роману Ч. Диккенса),
- Мэтр Блазиус («Любовью не шутят» А. де Мюссе),
- Мистер Уэбб («Наш городок» Т. Уайлдера),
- Спирид («Панночка» Н. Садур),
- Гаев («Вишневый сад» А. П. Чехова),
- Аттилио («Цилиндр» Э. де Филиппо),
- майор Ковалев («На Невском проспекте» по Н. В. Гоголю),
- Раскольников («Преступление и наказание» Ф.М. Достоевского)
- Костя, Алёша («Девушка с ребенком» А. Яковлева)
- Сганарель («Лекарь поневоле» Ж.-Б. Мольера),
- Арган («Мнимый больной» Ж.-Б. Мольера)
- Чарли Айкин, муж Мети Фей («Август. Графство Осэйдж» Трейси Леттс)
- Князь К. («Дядюшкин сон» Ф. М. Достоевского)
- Мужчина («Орфей спускается в ад» Т. Уильямса)
- Харчевников («Последний срок» В. Распутина)
- 1996 — Евграф Ларионович Ежевикин («Село Степанчиково и его обитатели» по повести Ф. М. Достоевского)
- Бониперти, секретарь Елизаветы («Царская охота» Л. Зорина)
- Основа, ткач («Бэссамэмучо» («Ночь любовных помешательств» У. Шекспира)
- 2006 — Двуутробников, Мишкин, Будагов, Рукавов («Чертова дюжина» А. Аверченко)
- 2011 — Мамаев («На всякого мудреца довольно простоты» А.Н. Островского)
- 2011 — Князь Вано Пантиашвили («Ханума» А. Цагарели)
- 2012 — Папа («Смерть не велосипед, чтоб ее у тебя украли» Б. Срблянович)
- 2012 — генерал Чарнота («Бег» М. Булгакова)
- 2013 — Соломон Захарович («Время женщин» Е. Чижовой)
- 2015 — Альберто Пинкус («На чемоданах»  Х. Левина)
- 2016 — Николай Васильевич Муковнин («Мария»  И. Бабеля)
- 2016 — отставной унтер-офицер Сила Ерофеич Грознов («Правда - хорошо, а счастье лучше» А.Н. Островского)
- 2018 — Лев Гурыч Синичкин («Лев Гурыч Синичкин» Д. Ленского)
- 2018 — Антонио, садовник («Безумный день, или Женитьба Фигаро» П.-О. Бомарше)
- 2019 — Бургомистр («Дракон» Е. Л. Шварца)
- 2021 — Барклей Купер («Дальше - тишина...» В. Дельмар)
- 2021 — Расплюев («Свадьба Кречинского» А. В Сухово-Кобылина)

В 1970-1980-е гг. был режиссёром эстрадно-сатирического театра миниатюр Омского института инженеров железнодорожного транспорта, в 1990-е гг. работал в Лицейском театре. Профессор кафедры режиссуры ОмГУ им. Ф. М. Достоевского.
В 2012 году включён в Книгу Почёта деятелей культуры города Омска.

## Фильмография
1. 1986 — Баллада о старом оружии

## Награды
- 1985 — Заслуженный артист РСФСР
- 19 ноября 1997 — Народный артист Российской Федерации — за большие заслуги в области искусства[2]
- 2001 — областная премия «Лучшая мужская роль второго плана» за исполнение роли Ежевикина в спектакле «Село Степанчиково и его обитатели»
- 2023 — медаль «За высокие достижения» (Омская область)[3]
- 21 ноября 2024 — Орден «За заслуги в культуре и искусстве» — за большой вклад в развитие отечественной культуры и искусства, многолетнюю плодотворную деятельность[4]
- Неоднократно награждался премией «За лучшую мужскую роль».

## Семья
Жена Юлия — преподаватель Омской детской художественной школы № 3 имени Е. В. Гурова. Дочь Юлия работает в Иркутском университете. Был женат не однажды.